# Desmozosteria easti
Desmozosteria easti är en kackerlacksart som först beskrevs av Johann Gottlieb Otto Tepper 1893.  Desmozosteria easti ingår i släktet Desmozosteria och familjen storkackerlackor. Inga underarter finns listade i Catalogue of Life.